# 4 Diavoli
4 Diavoli (cunoscut și sub numele de Patru Diavoli) un film mut dramatic american din 1928, regizat de regizorul german F. W. Murnau și care o are în distribuție pe Janet Gaynor. Este considerat a fi un film pierdut.

## Subiect
Subiectul se referă la patru orfani (Janet Gaynor, Nancy Drexel, Barry Norton și Charles Morton), care realizează o scenetă de circ pe sârmă la mare înălțime și se concentrează în jurul unor acțiuni care se întâmplă la un circ.

## Distribuție
- Janet Gaynor în rolul Marion
  - Anne Shirley în rolul Marion fetiță
- Mary Duncan în rolul Doamna
- Anders Randolf în rolul Cecchi
- Barry Norton în rolul Adolf
  - Philippe De Lacy în rolul Adolf copil
- Charles Morton în rolul Charles
  - Jack Parker în rolul Charles copil
- André Cheron în rolul Bătrînului crai
- George Davis în rolul Clovnului răutăcios
- Nancy Drexel în rolul Louise
  - Anita Louise în rolul Louise copil
- Wesley Lake în rolul Clovnului bătrân
- J. Farrell MacDonald în rolul Clovnului
- Claire McDowell în rolul Femeii

## Stare de conservare
Nu se cunoaște dacă există copii ale vreunei versiuni a filmului, iar 4 Diavoli rămâne printre cele mai căutate filme pierdute din perioada filmului mut. Detalii despre film pot fi găsite pe DVD pentru Sunrise, lansat de Fox ca parte a colecției lor de la 20th Century Fox Studio Classics.
Istoricul și colecționarul de filme William K. Everson a declarat că singura versiune care a supraviețuit a fost pierdută de actrița Mary Duncan care a împrumutat-o de la Fox Studios. Martin Koerber, curatorul Deutsche Kinemathek scrie că imprimarea i-a fost dată lui Duncan și că moștenitorii ei, dacă este cazul, încă o pot avea.